# Lalita Sehrawat
Lalita Sehrawat (ur. 14 czerwca 1994) – indyjska zapaśniczka walcząca w stylu wolnym. Jedenasta na mistrzostwach świata w 2019. Brązowa medalistka mistrzostw Azji w 2015. Wicemistrzyni igrzysk Wspólnoty Narodów w 2014. Mistrzyni Wspólnoty Narodów w 2016 roku.